# فيكتور باريو
فيكتور باريو (بالإسبانية: Víctor Barrio) هو ماتادور إسباني، ولد في 29 مايو 1987 في Grajera ‏ في إسبانيا، وتوفي في 9 يوليو 2016 في Bullring of Teruel ‏ في إسبانيا.

## وصلات خارجية
- الموقع الرسمي